# Mysmenopsis pachacutec
Mysmenopsis pachacutec là một loài nhện trong họ Mysmenidae.
Loài này thuộc chi Mysmenopsis. Mysmenopsis pachacutec được L. Baert miêu tả năm 1990.